# Kinder Happy Hippo
Kinder Happy Hippo (в пер. с англ. «Счастливый бегемотик») — батончик, производимый итальянской компанией Kinder, принадлежащей Ferrero.

## Состав
Kinder Happy Hippo состоит из вафельного печенья в форме бегемота. Внутри хрустящего печенья находятся два вида глазури: молочная глазурь и ореховый крем в оригинальном вкусе, молочный крем и шоколадный крем в какао-вкусе — как Kinder Bueno. Выпускаются и продаются варианты с молочным, тёмным и белым шоколадом.
Также выпускалась ограниченная серия со вкусом молока и земляники.

## Маркетинг
«Happy Hippo» прославился благодаря серии популярных рекламных роликов, в которых собака и бегемот попадают в различные ситуации, которые обычно заканчиваются тем, что они вместе едят батончик «Happy Hippo». Оригинальный персонаж «Happy Hippo» светло-голубого цвета был создан французским дизайнером Андре Рошем для шоколадной компании Ferrero в 1987 году и стал известен во всём мире благодаря тому, что его неоднократно использовали в качестве игрушки в пасхальных яйцах. Игрушки «Happy Hippo» выпускались в различных костюмах и образах персонажей, включая официального пародийного персонажа (по имени «Гиппер») из трилогии Джорджа Лукаса «Звёздные войны». 

## В наличии
Kinder Happy Hippo можно приобрести в некоторых частях США (в основном, на северо-востоке), Канаде, Мексике, Словакии, Гонконге, Японии, Италии, Израиле, Соединённом Королевстве, Германии, Австрии, Ирландии, Португалии, Испании, Швейцарии, Болгарии, Греции, Словении, Хорватии, Чешской Республики, Республики Польша, Пуэрто-Рико, Венгрии, Объединённых Арабских Эмиратов, Бахрейна, Румынии, Кипра, Южной Африки, Марокко, Катара, Туниса, Алжира, Чили, Мальты, Новой Зеландии, Дании, Норвегии, Аргентины, Бразилии, Франции, Латвии и России.
В Австралии и Южной Корее батончики Kinder Happy Hippo начали появляться на заправочных станциях и в сетях супермаркетов, создав среди некоторых взрослых поклонников, похожих на культ, до того, как в 2010 году производство батончиков было прекращено. В 2021 году продажи Kinder Happy Hippo возобновились в супермаркетах.